# Isidoro de María

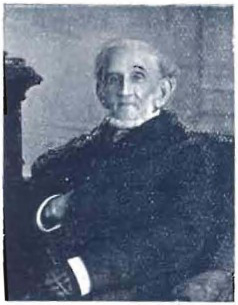
Isidoro de María

Isidoro de María Gómez (* 2. Januar 1815 in Montevideo, Uruguay; † 16. August 1906 ebenda) war ein uruguayischer Schriftsteller, Journalist, Pädagoge und Politiker.
Er wurde als Sohn des Italieners Juan María de María und der Argentinierin María Luisa Gómez in Montevideo geboren.
Hier besuchte er zunächst die Escuela Lancasteriana . Ab 1829 arbeitete er dann als Drucker in der staatlichen Druckerei.
Später gründete er die Zeitung El Constitucional (1838–1846), die sich mit politischen Themen befasste und wurde Vize-Konsul im argentinischen Gualeguaychú. Zudem saß er zwischen dem 27. Februar 1869 und dem 14. Februar 1873 als Abgeordneter für das Departamento Soriano im Repräsentantenhaus und übte in den Jahren 1870 bis 1872 auch das Amt des Ersten Vize-Präsidenten der Kammer aus.
Er war darüber hinaus auch als Schriftsteller tätig. So erschien im Jahr 1860 sein Werk Vida del Brigadier General José Gervasio Artigas fundador de la Nacionalidad Oriental. Zudem gründete er La Revista del Plata (1877–1878), eine Publikation, die sich der uruguayischen Geschichte widmete. Auch war er der Herausgeber von Compendio de la Historia de la República Oriental del Uruguay. Sein bekanntestes Buch ist Tradiciones y recuerdos.